# SHEEP (アルバム)
『SHEEP』（シープ）は、山崎まさよし通算4枚目のオリジナルアルバム。1999年11月26日発売。発売元はポリドール・レコード。 

## 解説
先行リリースされた9thシングル「Passage」（1999年10月14日）を含む、4枚目のフルアルバム。作詞・作曲・編曲・演奏・ヴォーカルを自身で行ったセルフプロデュース作品で、かつて発売されたプライベートアルバム「STEREO」「STEREO 2」の延長上にある作品とも言えることから、CD帯には『"ステレオ"シリーズ進化形!?』と記載がしてある。また、レコーディングはミシシッピ州で行われたため、黒人のバック・コーラスを起用するなど本場のブルースを意欲的に取り入れている。
『SHEEP』というタイトルとなった経緯は、元々羊たちを表す"sheep"には、愚か者、臆病者という意味があり、また、アルバム制作段階でゴスペルテーマの『審判の日』が出来た際、本人曰く"迷える子羊よ、というだろう"と思ったことからとインタビューで語っている。なお、本人はインタビューで冗談交じりに「『灯りを消す前に』は、寝る前に聞いてほしい、羊を数えるってことで"SHEEP"!」とも語っている。
本人によると、前作の『ドミノ』はドラマの撮影中にレコーディングを行うというように多忙を極めていた事により、個人的に納得のいかないアルバムとなってしまったため、今作の『SHEEP』では、プライベートアルバムという事もあり、"内容は濃く、1曲1曲に独立した世界があるが、全体的な統一感がある"という本人の意向を詰め込んだという。
初回生産盤は透明の袋に入った特殊パッケージ。ステッカー、及びシングル「Passage」とのダブル購入者向け特典概要を記載したシートが封入されている。ほか、ハービー山口の撮影による写真が収められたブックレットが本体一体型で付いている。歌詞は折りたたんだ紙の片面にまとめて記載。ほか購入特典として、店舗によって店頭でポストカードが付加される場合があった。なお、通常盤はプラスチック・ケース仕様。
アルバムに連動したワンマン・ライヴツアー「ONE KNIGHT STANDS」が開催され、翌年のメジャーデビュー記念日である9月25日に音源・映像がそれぞれ「デビュー5周年記念」と銘打ってリリースされた。そのライヴ盤に本アルバム収録曲のライヴ・ヴァージョンが多数収録されている（下記「#関連アルバム」参照）。なお、2000年5月31日にアナログ盤が限定発売されたほか、2007年12月19日にもボックス仕様で再びアナログ盤がリリースされている。

## 収録曲
| 全作詞・作曲・編曲: 山崎将義。 |                                                                   |          |            |      |
| #                              | タイトル                                                          | 作詞     | 作曲・編曲 | 時間 |
| 1.                             | 「Ticket to the paradise」                                        | 山崎将義 | 山崎将義   | 4:26 |
| 2.                             | 「Passage」                                                       | 山崎将義 | 山崎将義   | 4:30 |
| 3.                             | 「カルテ」                                                        | 山崎将義 | 山崎将義   | 4:34 |
| 4.                             | 「六月の手紙」                                                    | 山崎将義 | 山崎将義   | 4:03 |
| 5.                             | 「やわらかい月 -Original Version-」(ストリングスアレンジ: 森英治) | 山崎将義 | 山崎将義   | 3:53 |
| 6.                             | 「Mr.Tのリベンジ」                                                | 山崎将義 | 山崎将義   | 3:12 |
| 7.                             | 「低気圧ボーイ」                                                  | 山崎将義 | 山崎将義   | 3:52 |
| 8.                             | 「砂時計」                                                        | 山崎将義 | 山崎将義   | 4:02 |
| 9.                             | 「ある朝の写真」                                                  | 山崎将義 | 山崎将義   | 3:36 |
| 10.                            | 「アヒルちゃん」                                                  | 山崎将義 | 山崎将義   | 4:44 |
| 11.                            | 「オークション」                                                  | 山崎将義 | 山崎将義   | 4:03 |
| 12.                            | 「審判の日」                                                      | 山崎将義 | 山崎将義   | 3:32 |
| 13.                            | 「灯りを消す前に」                                                | 山崎将義 | 山崎将義   | 4:31 |
| 合計時間:                      | 合計時間:                                                         | 52:58    |            |      |

### 楽曲解説
1. Ticket to the paradise
2. Passage
  - 9thシングル。マキシサイズと8センチサイズの2形態でリリースされた。
3. カルテ
  - コーラスに杏子が参加。"福耳" のベストアルバム『福耳 THE BEST WORKS』（2006.9.13）に収録された。ライブバージョンが「心拍数（四国編）」に収録されている。
4. 六月の手紙
  - カゴメ「野菜生活100」コマーシャルソング。ライブバージョンが「心拍数（東北編）」に収録されている。
5. やわらかい月 -Original Version-
  - 10thシングル。NHK水曜ドラマの花束『ただいま』主題歌で、同ドラマには山崎自身もわずかであるが出演している。
6. Mr.Tのリベンジ
7. 低気圧ボーイ
  - タイトルは山下達郎の10thシングル「高気圧ガール」から取っているが、楽曲自体は全く異なる。ライブバージョンが「心拍数（東海編）」に収録されている。
8. 砂時計
9. ある朝の写真
10. アヒルちゃん
11. オークション
12. 審判の日
  - サビが丸々英語になっている。
13. 灯りを消す前に
  - メロディーが出来た時点で「愛してる」という言葉が浮かんできて、そのまま歌詞に入れたという[1]。

## 演奏
- 山崎まさよし：All Lead & Background Vocals, Gibson L-O (1937), Gibson J-45 (1960),  Gibson SJ-45 (1959), TACOMA Papoose, Electric Guitars, Piano, Rhodes, Kurtzwell MIDI BOARD, Synthesizers, Drums, AKAI MPC2000, Handmade Shaker, Percussions, Blues Harp
- 杏子：Additional Chorus (#3)

## 関連作品
- ONE KNIGHT STANDS - ライブアルバム。「Mr.Tのリベンジ」「低気圧ボーイ」「アヒルちゃん」「オークション」を除く9曲が収録されている。
- Transit Time - ライブアルバム。「Passage」収録。
- WITH STRINGS - ライブアルバム。「やわらかい月」「審判の日」収録。
- BLUE PERIOD - ベストアルバム。「Passage」「やわらかい月」収録。